# Ruc'n'Roll
Ruc'n'Roll és un projecte musical, liderat pel bateria i compositor Joni Witzi, que fa homenatge als clàssics del Rock Català dels anys 90.

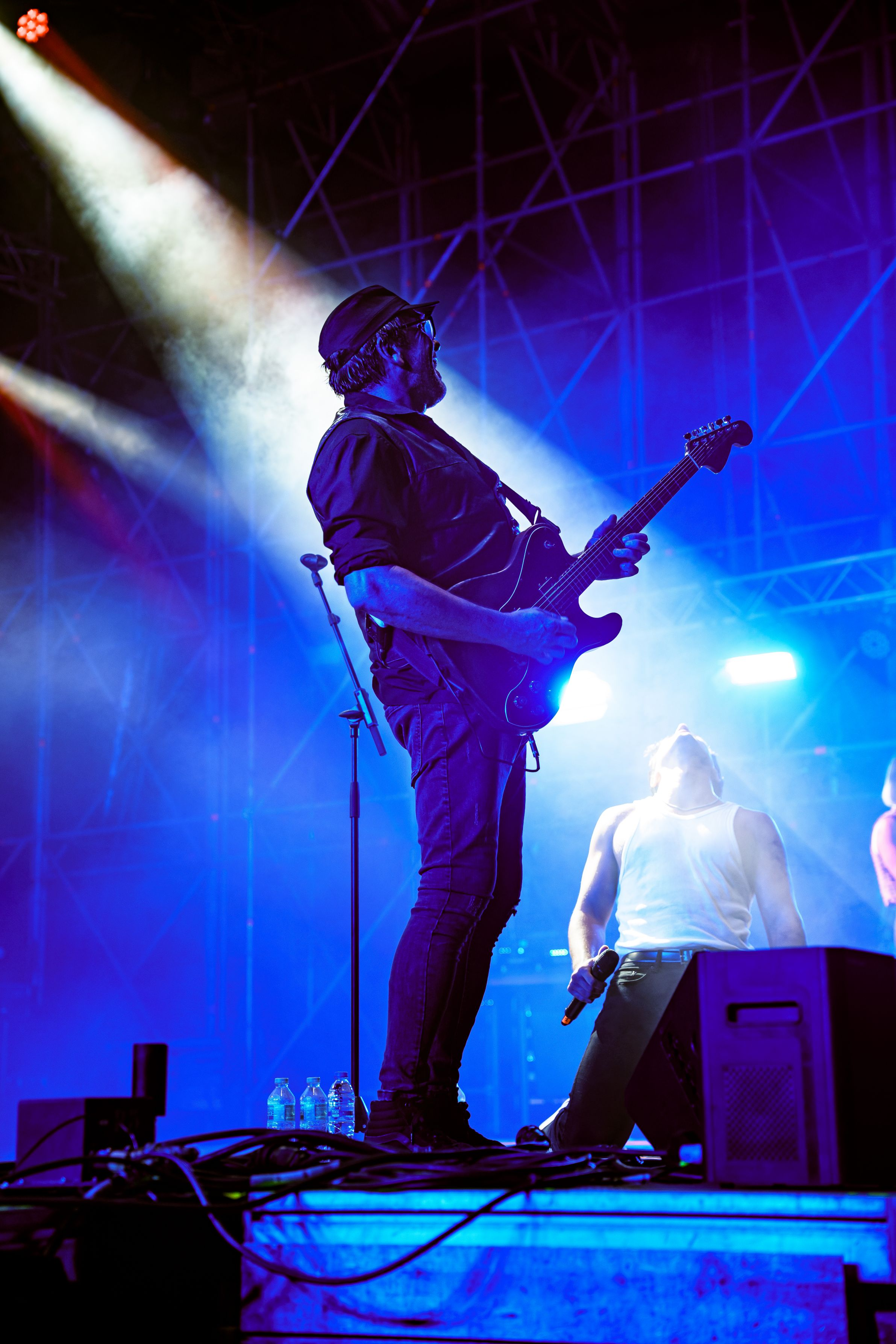
Ruc'n'Roll, en concert (Ripollet, 2024)

El repertori ofereix un recorregut pels diversos matisos del Rock Català, centrant-se en les bandes influents com Sau, Els Pets, Sopa De Cabra i Lax'n'Busto, incorporant les cançons més emblemàtiques de Sangtraït i Gossos, així com l'ska festiu i combatiu de Brams i Obrint Pas.
Han actuat arreu dels Països Catalans, compartint escenari amb artistes de primer nivell tant del panorama nacional com internacional, com Figa Flawas, Catarres, Mishima, Mazoni, Joan Miquel Oliver (Antònia Font), Búhos i Joan Garriga (La Troba Kung-Fú), i la guanyadora de dos Premis Grammy, Mala Rodríguez. Al llarg de la seva trajectòria han comptat amb col·laboracions de figures emblemàtiques del Rock Català, com Pemi Fortuny, Jimmy Piñol i Pemi Rovirosa (Lax'n'Busto), Francesc Ribera "Titot" (Brams), Jaume Soler "Peck" i Francesc "Cuco" Lisicic (Sopa de Cabra) i Jordi Gas (Sau), així com de Les Llufes (les mítiques coristes d'Els Pets), l'Annabel Gavaldà i l'Asun Molina.
Des del 2023, s'incorpora el guitarrista i productor Pemi Rovirosa (Lax'n'Busto) com a membre titular. Completen l'elenc els músics Eric Alés a la veu i la guitarra acústica, Maria Qué als teclats, Xavi Veres al baix elèctric i Joni Witzi a la bateria.

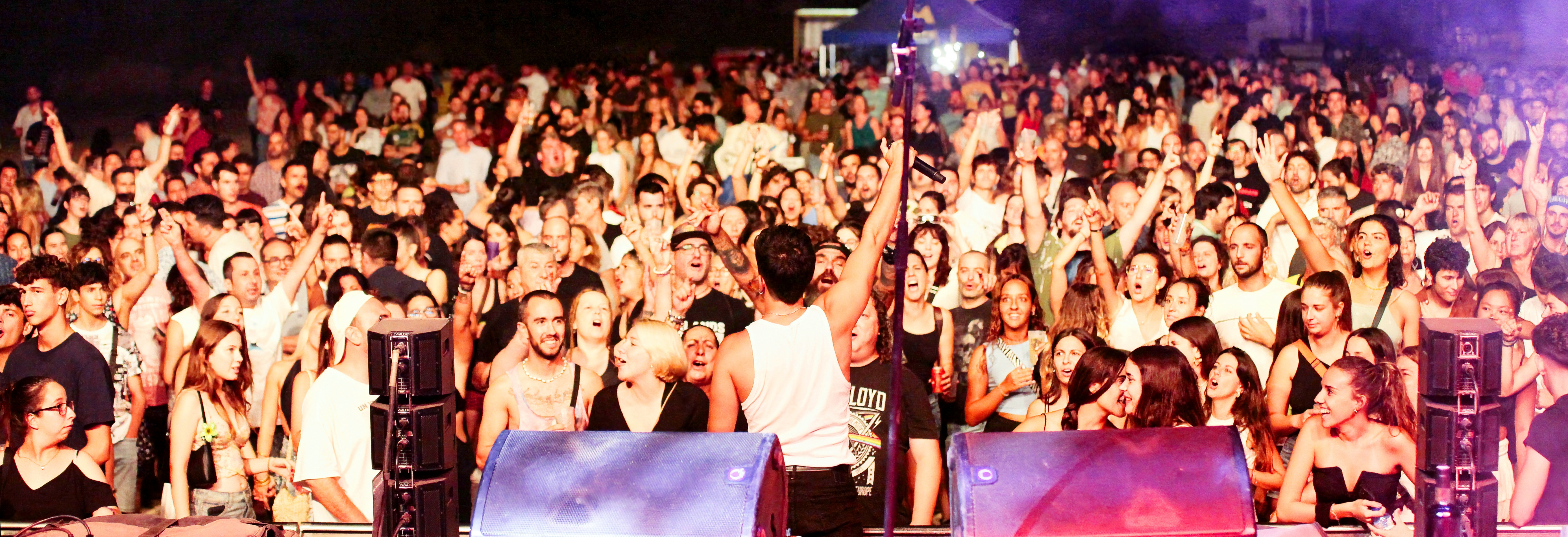
Ruc'n'Roll, en concert (El Vendrell, 2024)